# Wanda Bieniaszewska
Wanda Bieniaszewska z domu Reklewska herbu Gozdawa (ur. 13 czerwca 1875, zm. 1945) – polska właścicielka ziemska.

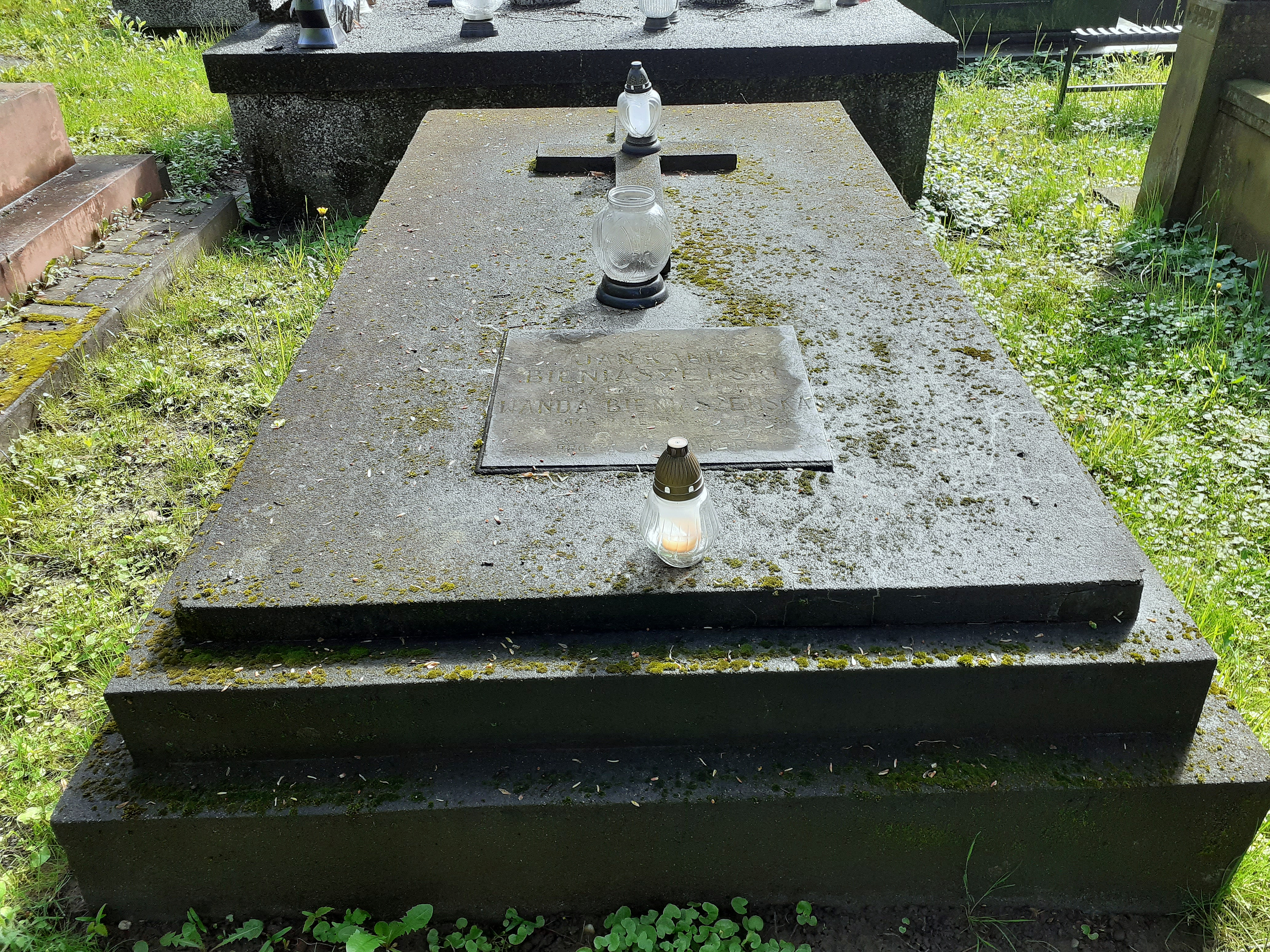
Grobowiec Wandy Bieniaszewskiej

Urodziła się 13 czerwca 1875. Przed 1939 była właścicielką dóbr Czarny Potok i Wysoka Głogowska. Była siostrą Jana Reklewskiego (krakowski adwokat); odziedziczyła także ziemię w Jadamwoli, zaś w 1935 pozostałe 50 morgów zbyła na rzecz miejscowych chłopów.
Jej mężem został Jan Bieniaszewski (zm. 1937 w wieku 70 lat). Wanda Bieniaszewska zmarła w 1945 w wieku 72 lat. Oboje zostali pochowani na cmentarzu Pobitno w Rzeszowie.